# فاني كينييريس
فاني كينييريس (بالمجرية: Kenyeres Fanni)‏ مواليد 1 أكتوبر 1978 في المجر، هي لاعبة كرة يد مجرية معتزلة لعبت كجناح أيسر. حققت المركز الثالث في بطولة العالم لكرة اليد للسيدات 2005.

## سجل المنافسة
شاركت في البطولات التالية:
- بطولة العالم لكرة اليد للسيدات 1997
- بطولة العالم لكرة اليد للسيدات 2005

## الميداليات
| الميدالية | المسابقة                            |
| --------- | ----------------------------------- |
| برونزية   | بطولة العالم لكرة اليد للسيدات 2005 |